# Sacquenville
Sacquenville ist eine französische Gemeinde mit 1.207 Einwohnern (Stand: 1. Januar 2022) im Département Eure in der Region Normandie (vor 2016 Haute-Normandie); sie gehört zum Arrondissement Évreux und zum Kanton Le Neubourg. Die Einwohner nennen sich Sacquenvillais und Sacquenvillaises.

## Geografie
Sacquenville liegt etwa zehn Kilometer nordwestlich von Évreux. Umgeben wird Sacquenville von den Nachbargemeinden Bérengeville-la-Campagne im Norden, Tourneville im Nordosten und Osten, Le Mesnil-Fuguet im Südosten, Saint-Martin-la-Campagne im Süden, Bernienville im Südwesten und Westen sowie Bacquepuis im Westen und Nordwesten.

## Bevölkerungsentwicklung
| Jahr                       | 1962 | 1968 | 1975 | 1982 | 1990 | 1999 | 2006 | 2013 | 2019 |
| Einwohner                  | 339  | 353  | 414  | 504  | 613  | 768  | 875  | 1147 | 1288 |
| Quellen: Cassini und INSEE |      |      |      |      |      |      |      |      |      |

## Sehenswürdigkeiten
- Kirche Notre-Dame aus dem 15. und 16. Jahrhundert, seit 1944 als Monument historique klassifiziert

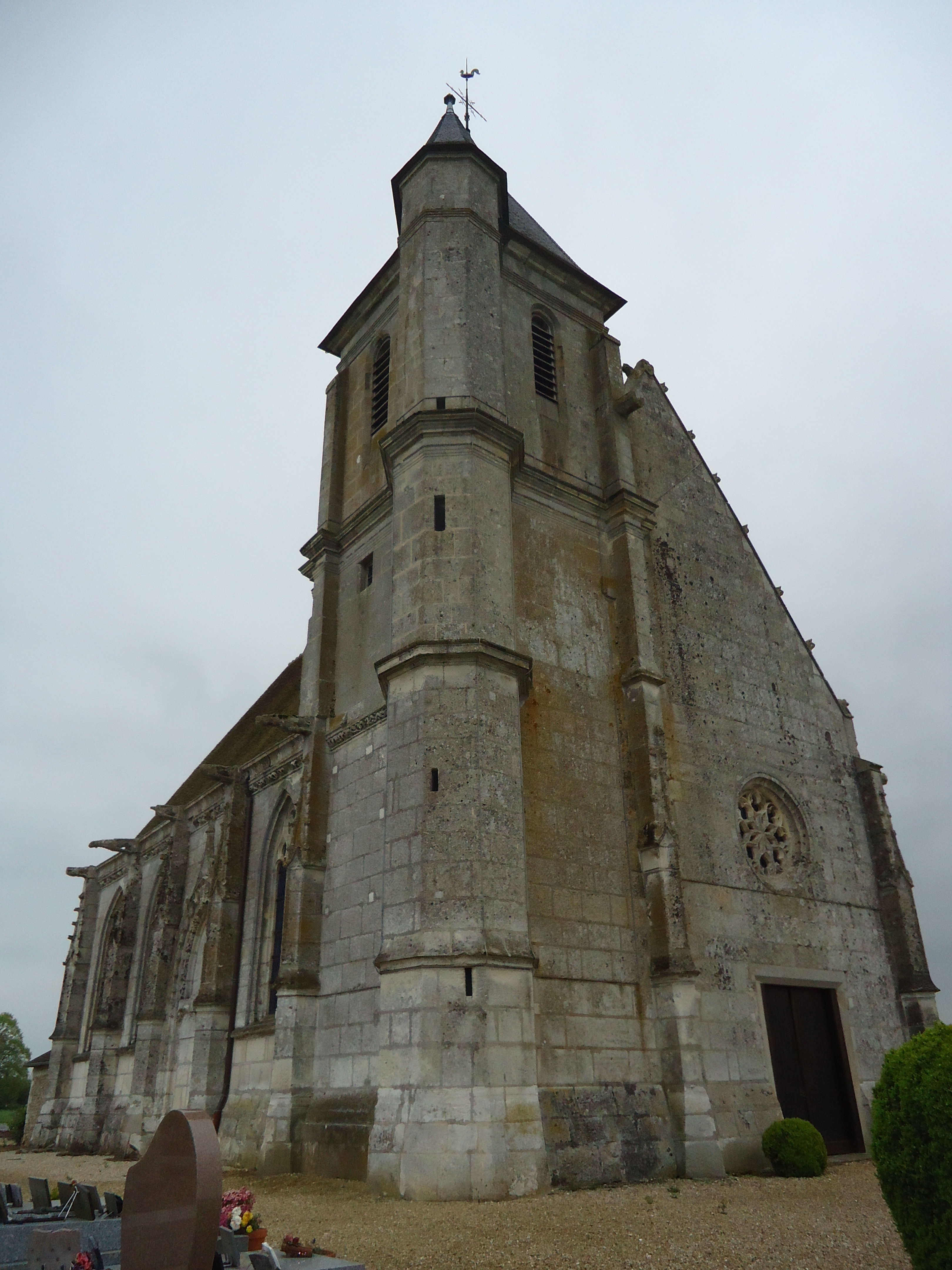
Kirche Notre-Dame